# Lygippulus parvulus
Lygippulus parvulus is een hooiwagen uit de familie Assamiidae.